# 黄鼎鳳
黄 鼎鳳（こう ていほう、Huáng Dǐngfèng、1830年 - 1864年）は、清末の大成国の反乱の指導者。チワン族。

## 経歴
広西省潯州府貴県出身。貧農出身で天地会に加入した。1849年、土匪の張国樑が清軍に投降し、欽差大臣向栄の部下になって、太平天国軍への追撃を開始すると、黄鼎鳳もそれに従った。しかし途中で脱走し、貴県に戻った。1854年、陳開率いる天地会が広東省で蜂起し広州を包囲すると、黄鼎鳳と貴県各地の天地会も呼応して潯州を攻めたが、占領できなかった。1856年、陳開が潯州を占領して大成国を建国し、李文茂を貴県に派遣すると、黄鼎鳳は李文茂を迎え入れ、貴県を占領した。この功で黄鼎鳳は将軍に任ぜられた。1857年、黄鼎鳳は賓州・上林を占領し、隆国公に封ぜられた。1859年、賓州が陥落したが、また奪回している。1861年、潯州が陥落し、平潯王陳開は処刑された。大成国の余党は黄鼎鳳のもとに集まり、貴県に拠って潯州を奪回する勢いを見せた。しかし1862年、広西巡撫劉長佑率いる湘軍に敗れ、潯州奪回はならなかった。1863年、黄鼎鳳は貴県の小平天山に要塞を築き、建章王と称した。清軍はこれを落とすことができず、広西布政使劉坤一は黄鼎鳳の母を人質に取った。そこでやむなく黄鼎鳳は投降し、処刑された。